# 家高康彦
家高 康彦（いえたか やすひこ）は、日本の格闘技ジャーナリスト。千葉県出身。早稲田大学卒。自身も極真空手及び養神館合気道の経験を持つ。尚、極真空手は初段を取得している。

## 人物
福昌堂発行の雑誌「月刊空手道」の編集部を経て、大学時代の友人・小島一志らと共に夢現舎の創設メンバーとなり、雑誌「月刊武道空手」副編集長として活躍するが、後に退社。1994年4月、大山倍達死去による極真会館の分裂騒動において、遺族派に招かれしばらく行動を共にする。遺族派の崩壊後も独自に同騒動を調査し、2006年「極真大乱」を発表し注目される。

## 主な著書
- 実録!! 極真大乱 大山倍達の死と、全国各派の真実（2006年、東邦出版）ISBN 4-8094-0542-7